# نويل لان
نويل لان (بالإنجليزية: Noel Lane)‏ هو لاعب قذف أيرلندي، ولد في 11 ديسمبر 1954 في Ballyglass ‏ في جمهورية أيرلندا.